# Pays de Bitche
Das Pays de Bitche (deutsch und lothringisch Bitscher Land, französisch auch Bitcherland) ist eine Naturlandschaft im Osten Frankreichs im Département Moselle in der Region Grand Est (bis 2015 Lothringen). Es entspricht dem heute französischen Anteil am Gebiet der ehemaligen Herrschaft Bitsch.

## Geographie

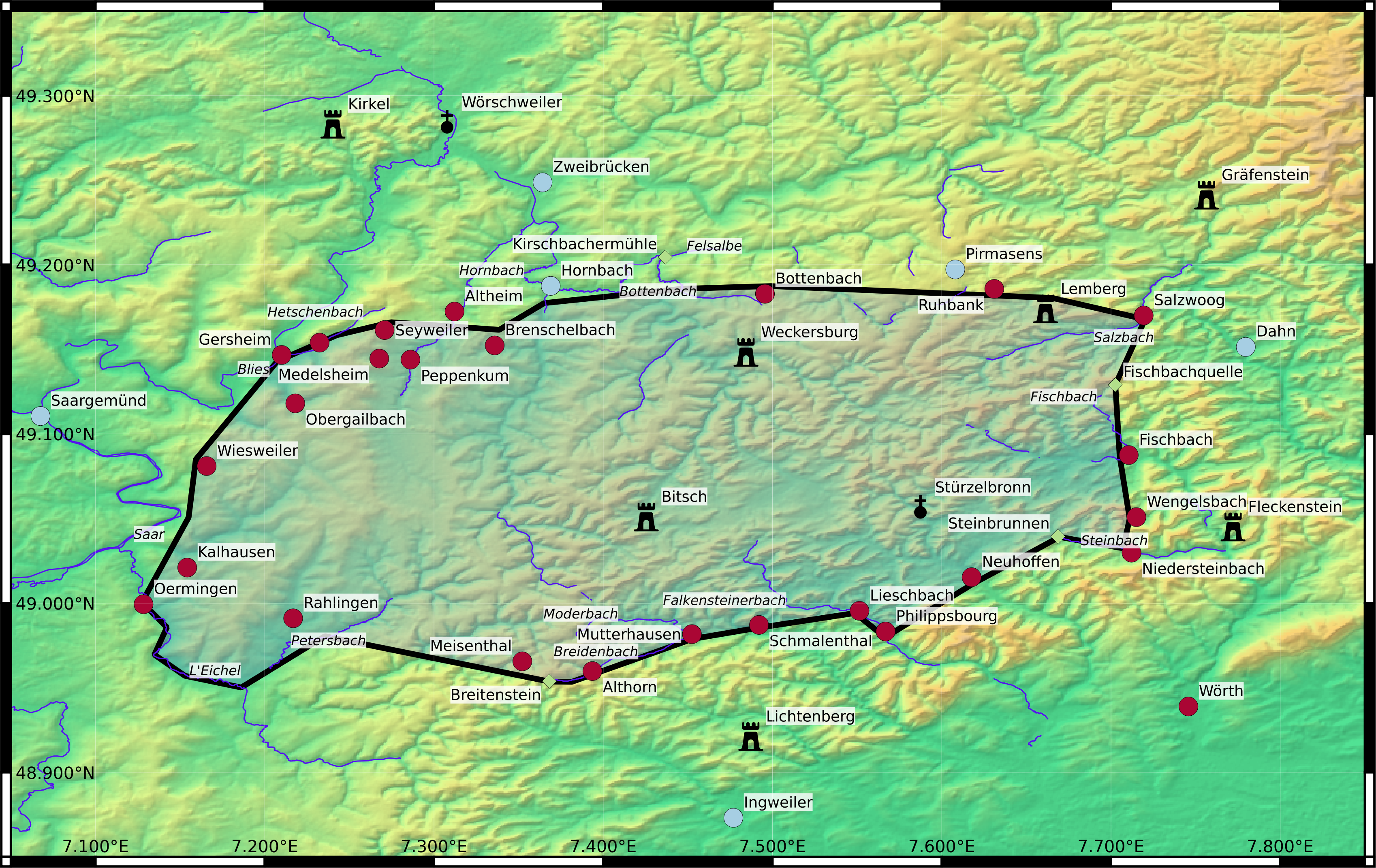
Karte der Herrschaft Bitsch Ende des 12. Jahrhunderts

Das Bitscher Land mit seinen insgesamt 57 Gemeinden umfasst im Osten einen Anteil am Naturpark Nordvogesen. Im Westen und Südwesten hat es Anteil an der landwirtschaftlich geprägten Westricher Hochfläche. Im Süden grenzt es sich zum sogenannten Krummen Elsass ab, das zum Arrondissement Saverne gehört, im Osten zum Kanton Wissembourg. Im Norden schließen Rheinland-Pfalz und das Saarland an, während im Westen die Kantone Sarralbe und Sarreguemines-Campagne des Arrondissements Sarreguemines angrenzen, zu dem auch das Bitscher Land gehört. Der Kanton Rohrbach reicht hier bis an die Saar heran. Die Nord-Südlinie Liederschiedt – Rahling bezeichnet die recht scharfe Trennung der unterschiedlichen Landschaften. Westlich dieser Linie ist der Untergrund fast ausschließlich durch den vorherrschenden Kalkstein geprägt, während östlich davon sich bewaldete Buntsandsteinhügel ausdehnen, die durch tiefe Taleinschnitte zergliedert sind. Seit dem 16. Jahrhundert wurden in diesem Landschaftsteil viele Teiche und Seen angelegt, meist für landwirtschaftliche und industrielle Zwecke.

Die Hauptabflüsse (Schwalb, Bickenalb, Hornbach) verlaufen überwiegend in Süd-Nord-Richtung und entwässern über die Blies zur Saar.

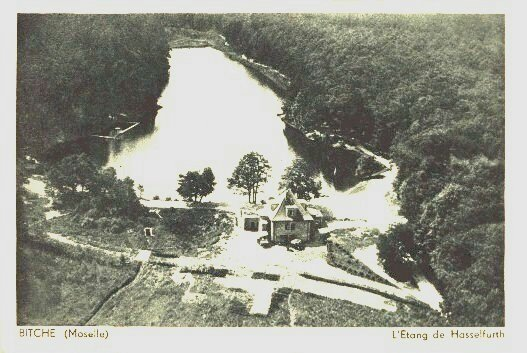
Der Hasselfurther Weiher im Osten des Pays de Bitche, Aufnahme aus der Zeit vor dem Zweiten Weltkrieg

 Der Falkensteinerbach und die Nördliche Zinsel, die im Lemberger Raum ihre Quellbäche haben, verlaufen nach Südosten in Richtung Rhein. Nach Westen fließt die Ache, die bei Kalhausen in die Saar mündet. Niedrigster Punkt im Bitscher Land ist Baerenthal an der Nördlichen Zinsel und direkt an der Grenze zum Kanton Reichshoffen mit 190 m, die höchste Stelle mit 510 m liegt unweit davon (etwa 6 km entfernt) am Garnfirst bei Philippsbourg, ebenfalls direkt an der Grenze zum Kanton Reichshoffen.

## Geschichte

### Mittelalter
Wie in der ganzen Region finden sich auch im Bitscher Land zahlreiche römische Zeugnisse, so um Bettviller. Die eigentliche Geschichte beginnt aber mit dem Vertrag von Verdun im Jahr 843, der die Gründung des lothringischen Herrschaftsgebiets zur Folge hatte. Eberhard I. von Zweibrücken, Mitregent Walram I. und Simon II., organisierte angesichts der territorialen Zersplitterung ein Austauschabkommen mit Lothringen, das in den Verträgen vom 13. Mai 1297 und 1. Juli 1302 eine Neuordnung dieses Raumes besiegelte.

### Die Grafschaft Zweibrücken-Bitsch bis 1604
Im Jahr 1333 entstand schließlich das Haus Zweibrücken-Bitsch, indem Eberhard sich mit seinem Bruder Walram II. auf eine Teilung der Grafschaft Zweibrücken in zwei einigermaßen homogene Gebiete verständigte. Dies kann als die Geburtsstunde des Bitscher Landes als historischer Raum angesehen werden, das damals allerdings auch ein großes Gebiet umfasste, das heute zu den saarländischen Gemeinden Gersheim und Blieskastel bzw. zu der rheinland-pfälzischen Verbandsgemeinde Pirmasens-Land im Zweibrücker Hügelland gehört. Noch im 19. Jahrhundert war für diese Landschaft die Bezeichnung Deutsch-Lothringen gebräuchlich. Der Sitz dieser neuen Herrschaft war zunächst in Lemberg und wurde bald nach Bitsch verlegt. 1447 wurde Bitsch von den Herren Jakob und Wilhelm von Lützelstein besetzt. Diese Besetzung rief allgemeine Missbilligung im Reich hervor und führte letztendlich zur Auslöschung der Herrschaft Lützelstein im Jahr 1452. Anfang des 16. Jahrhunderts erreichte der Bauernkrieg die Gegend um Bitsch, wobei Hans Zoller aus der Ortschaft Rimling als der regionale Führer der Bewegung gilt. Die Schlösser in Bitsch und Lemberg und die Abtei Sturzelbronn gingen in Flammen auf. Der Bauernkrieg endete allerdings mit der Niederlage der Bauern und einem Massaker der siegreichen Fürsten an ihnen.
1559 erbte Graf  Jakob die Herrschaft Ochsenstein, die seit 1485 von der Nebenlinie Zweibrücken-Bitsch-Ochsenstein regiert worden war. Er war der letzte Graf von Zweibrücken-Bitsch, mit ihm starb das Geschlecht 1570 aus. Erbberechtigt waren seine Tochter und seine Nichte, von denen die eine mit Graf Philipp I. von Leiningen-Westerburg, die andere mit Graf Philipp V. von Hanau-Lichtenberg verheiratet war. In der Folge erkannte Lothringen die Erbberechtigung von Hanau-Lichtenberg an. Philipp V. führte jedoch 1572 in allen seinen Landen die Reformation nach lutherischem Bekenntnis ein, woraufhin er 1572 aufgrund von Beschwerden des Abtes von Stürzelbronn beim Herzog von Lothringen einbestellt wurde. Als er sich weigerte zu erscheinen, wurde der Südteil des Bitscher Landes – die drei jetzigen Kantone und wenige Gemeinden im heutigen Saarland – von Lothringen besetzt und die katholische Religion wieder eingeführt. Philipp, der der militärischen Macht Lothringens nicht gewachsen war, beschritt daraufhin den Rechtsweg vor dem Reichskammergericht. Die Voraussetzungen für einen Erfolg waren nicht gegeben, weil in den Verträgen von 1297/1302 eine Oberhoheit Lothringens festgeschrieben war.
Anfang des 17. Jahrhunderts war Lothringen um einvernehmliche Grenzregelungen mit den Nachbarherrschaften bemüht. Zunächst wurde bereits 1601 die Grenze zum Herzogtum Pfalz-Zweibrücken während einer Zusammenkunft in Hornbach festgelegt und die Aussteinung veranlasst. Diese Aussteinung wird noch in den heutigen Tagen in gewissen Abständen durch Vertreter des Arrondissements Saargemünd und des Landkreises Südwestpfalz kontrolliert. Am 6. Februar 1604 folgte dann ein Grenzvertrag mit der Grafschaft Hanau-Lichtenberg. Im lothringischen Gebiet des Bitscher Landes verblieben 68 Ortschaften. Im Großen und Ganzen war damit auch die heutige Grenze zwischen Frankreich und Deutschland für diesen Landstrich bestimmt.

### Das lothringische Bitscher Land

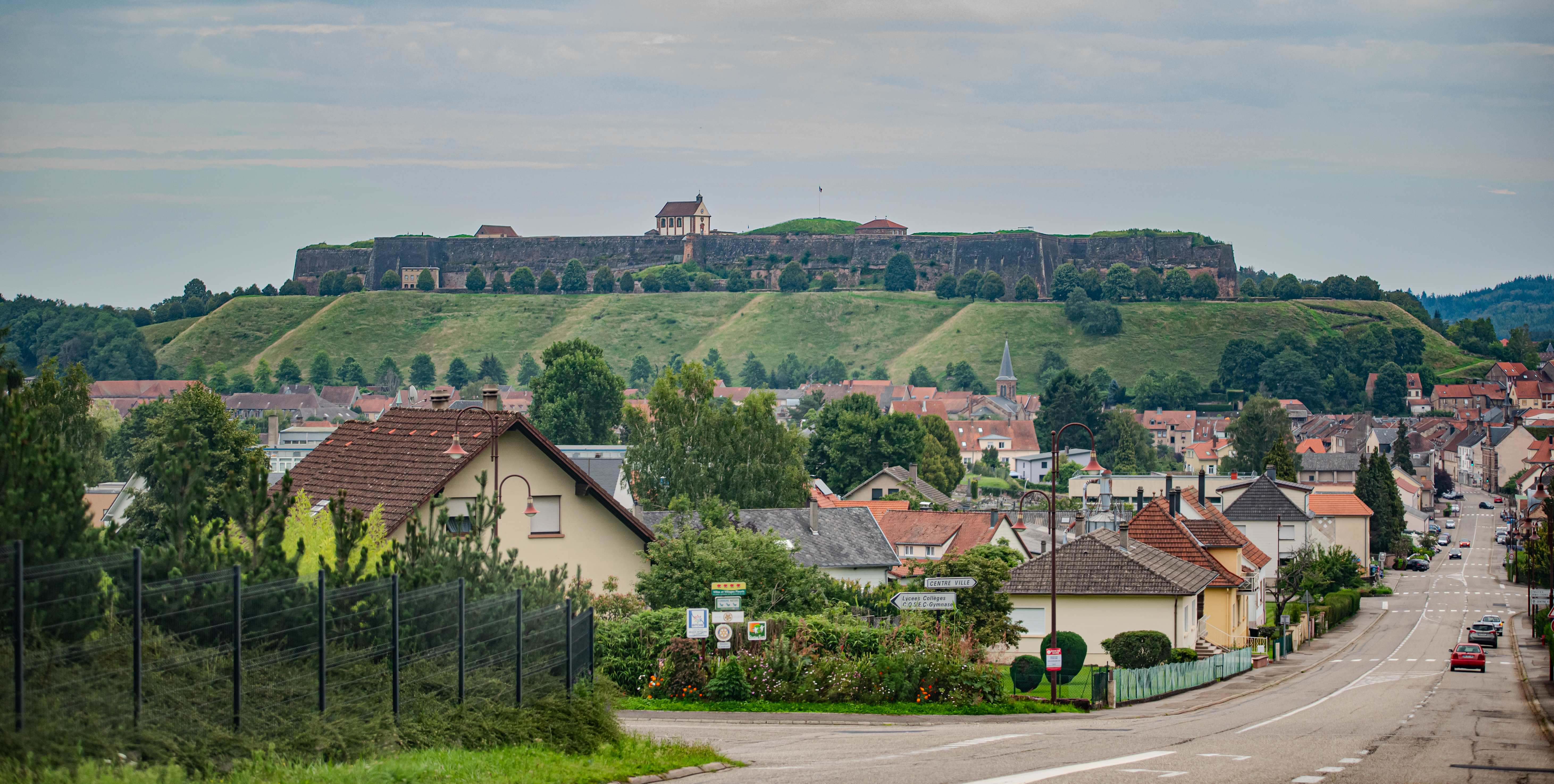
Zitadelle von Bitche

Die Verwaltung wurde modernisiert, die Gerichtsbarkeit neu geregelt und es folgte zunächst ein gewisser wirtschaftliche Aufschwung, der jedoch bereits im 2. Viertel des 17. Jahrhunderts in eine langanhaltende Rezession umschlug. Das Volk hatte sich infolge des Dreißigjährigen Krieges mit marodierenden Truppen von Kroaten, Kosaken, Schweden und Franzosen (Richelieu) und grassierenden Epidemien (Pestepidemie 1627) herumzuschlagen, die das Land auszehrten. Schließlich war das Land verwüstet und entvölkert. Einige Ortschaften und zahlreiche Burgen waren ganz verschwunden. Die Wiederbesiedelung begann ab 1662 mit Schweizer Einwanderern, denen 1670 Zuzügler aus der Picardie folgten. Sie waren auch die ersten, die in das bis dahin rein deutschsprachige Gebiet die französische Sprache mitbrachten. Ihnen folgten ab 1672 Savoyarden. Der nächste Rückschlag erfolgte aber schon kurz darauf durch den pfälzischen Erbfolgekrieg. Turenne, der das linksrheinische Gebiet für Frankreich erobert hatte, besuchte im Winter 1674 Bitsch und überzeugte Ludwig XIV., an diesem strategischen Punkt eine Befestigung zu errichten. So wurde Vauban 1675 mit dem Bau der Zitadelle von Bitche beauftragt und arbeitet daran zunächst bis 1679. Als sich jedoch mit der Formierung der Augsburger Allianz das Schicksal gegen Ludwig XIV. zu wenden begann, betrieb dieser eine Politik der verbrannten Erde, die im Bitscher Land und im Zweibrückischen zur Zerstörung von rund 400 Ortschaften einschließlich der Stadt Zweibrücken führte. Die Menschen flüchteten in die Vogesenwälder. 1678 sah der Frieden von Nimwegen die Wiedereingliederung des Herzogtums Lothringen und damit auch des Bitscher Landes in den Staatenverbund des Alten Reichs vor, Herzog Karl V. akzeptierte die Bedingungen des Vertrags jedoch nicht, der unter anderem die Abtretung seiner Hauptstadt Nancy an Frankreich enthielt. Daraufhin behielt der französische König das Land weiter besetzt. In der Folge wurde durch die Gewährung von Steuer- und Landprivilegien eine Wiederbelebung der Gegend erreicht, sodass sich etwa 60 Ortschaften neu- oder wiedergründeten. Im Frieden von Rijswijk wurde 1697 Lothringen an Herzog Leopold I. als Sohn und Nachfolger Karls V. zurückgegeben.

Als 1701 der Spanische Erbfolgekrieg ausbrach, wurde Bitsch erneut französisch besetzt. Von 1709 bis 1714 folgten Hungerjahre, die Tausende hinweg rafften. In dieser Zeit wurde auch angeordnet, an den Schulen die deutsche und die französische Sprache nebeneinander zu unterrichten. 

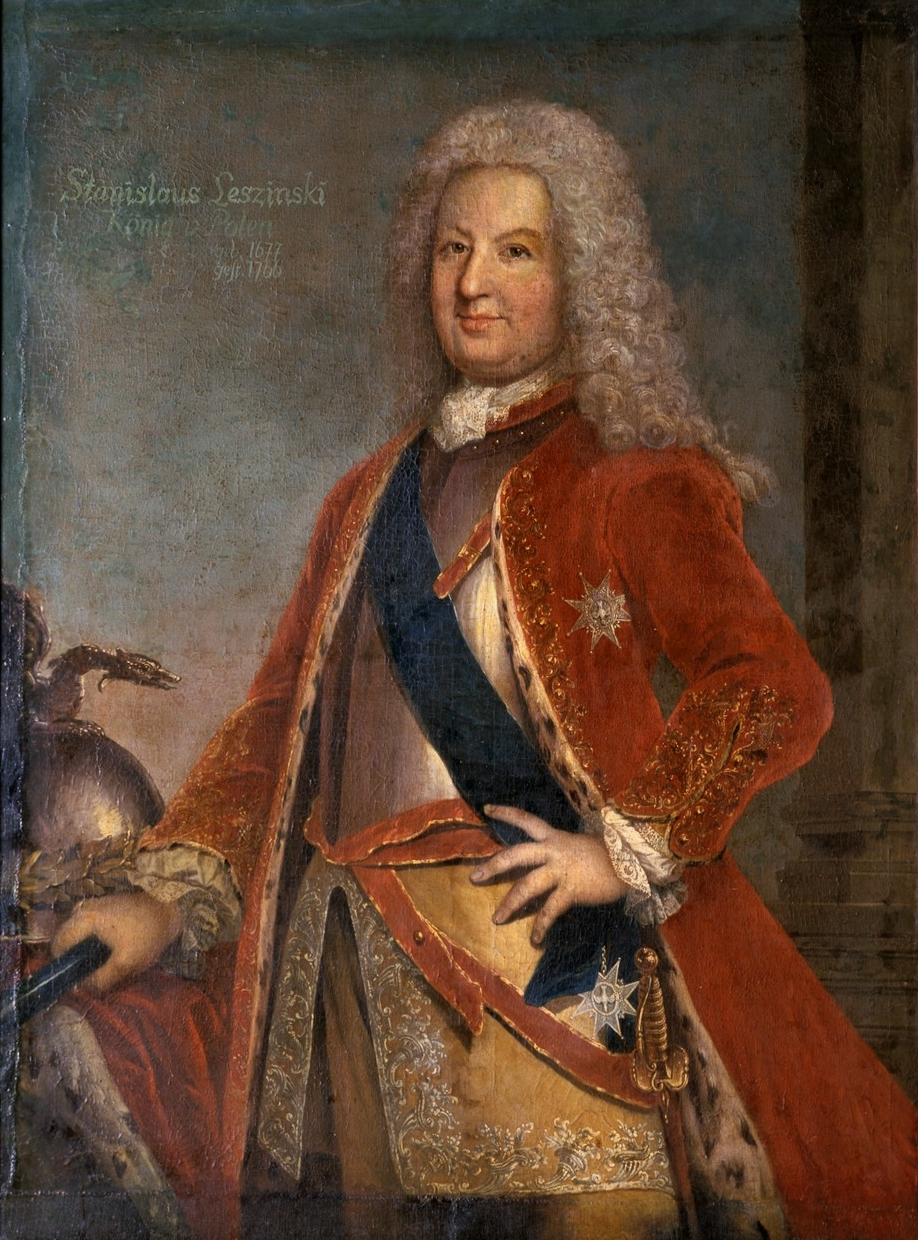
Stanislaus Leszczynski, Herzog von Lothringen, Gemälde in Schloss Molsdorf

 Als Franz I. Stephan sich von seinem Schwiegervater Karl VI. im Jahr 1735 zum Verzicht auf Lothringen zu Gunsten des abgedankten Polenkönigs Stanislaus I. Leszczyński überreden ließ, bedeutete dies gleichzeitig, dass mit Lothringen das Bitscher Land erneut an Frankreich fallen würde. Sogleich wurde unter Marschall Bournay und ab 1740 unter Graf Henri François de Bombelles mit dem Ausbau der Zitadelle von Bitsch begonnen. 1744 konnte ein österreichischer Angriff erfolgreich abgewehrt werden. In einem Dekret vom 26. September 1748 wurde im Bitscher Land offiziell Französisch als Amtssprache eingeführt. Wirtschaftliche Nöte veranlassten in dieser Zeit – ebenso wie in der benachbarten Pfalz – viele Menschen zur Auswanderung, vorwiegend in die Regionen Banat und Batschka im Königreich Ungarn. Nach dem Tod Stanislaus Leszczynskis, des letzten Herzogs von Lothringen, wurde Bitsch auch formal französisches Gebiet. Die Verwaltungsreform Ende des 18. Jahrhunderts führte zur Gliederung des Bitscher Landes in fünf Kantone, neben den drei heute noch bestehenden Kantonen Rohrbach, Bitche und Volmunster gab es noch Breidenbach und Lemberg. Die beiden letzteren wurden nach 1802 in die drei Erstgenannten integriert. Im weiteren Verlauf wechselte zwischen 1870 und 1945 aufgrund dreier Kriege, die das Land wegen seiner Grenzlage besonders bitter trafen und die auch zu Flucht nach Innerfrankreich und zur Evakuierung führten, mit dem gesamten Département Moselle sechs Mal die staatliche Zugehörigkeit.
In den abgelegenen Orten nimmt heute die Bevölkerung teilweise dramatisch ab, andererseits gibt es auch Ortschaften mit Bevölkerungszuwachs. Dies liegt auch daran, dass seit einigen Jahren die günstigeren Immobilienpreise verstärkt Umsiedler aus Deutschland anziehen.

## Wirtschaft

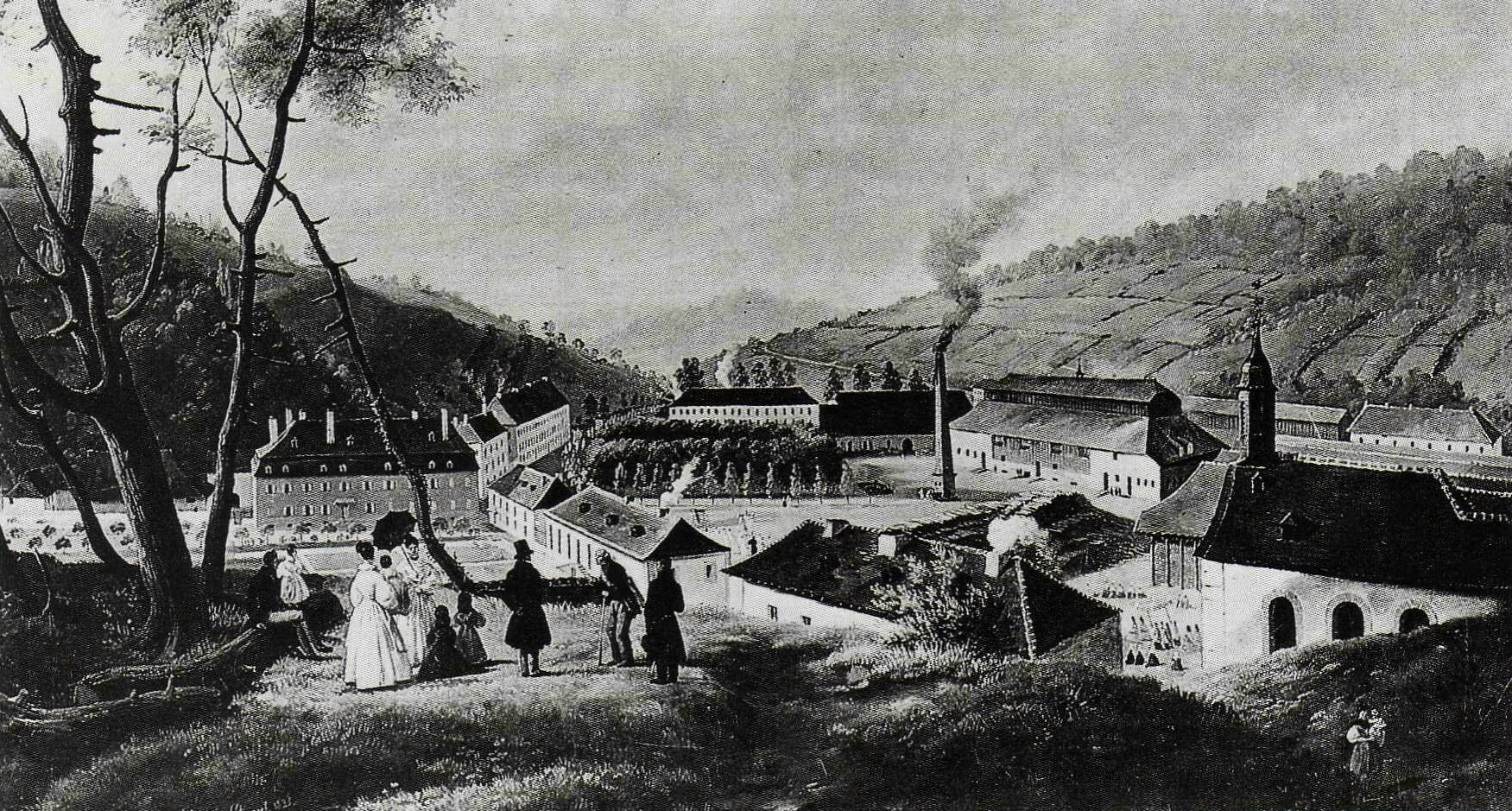
Die Kristallfabrik von Münzthal im Jahr 1836

Nach wie vor spielt, vor allem im Westen des Bitscher Landes, die Landwirtschaft ihre Rolle. Im Osten ist entsprechend die Forstwirtschaft zu nennen. Die durch die Äbte von Sturzelbronn geförderte Fischzucht hat ihre wirtschaftliche Bedeutung weitgehend eingebüßt. Dagegen hat die im Mittelalter entstandenen Glasindustrie auch heute noch einigen Stellenwert, vor allem in Saint-Louis-lès-Bitche und Goetzenbruck. Die Betriebe sind allerdings mittlerweile in der Hand von Konzernen. Dagegen arbeitet die Kristallglasfabrik von Montbronn auch heute noch selbständig. An den Vogesenbächen östlich von Lemberg entstand in der 2. Hälfte des 18. Jahrhunderts Eisenindustrie, die auf Holz und Wasser angewiesen war. Im Gegensatz zur Glasfabrikation hat sich dies aber nicht bis heute erhalten. Eine Besonderheit ist die Kerzenfabrikation von Petit-Réderching. Die Bedeutung des Tourismus konzentriert sich hauptsächlich auf den Kanton Bitsch mit der Stadt Bitsch selbst und den malerisch gelegenen Vogesendörfern. Man findet gute Gastronomie und diverse Übernachtungsmöglichkeiten.

## Verkehr

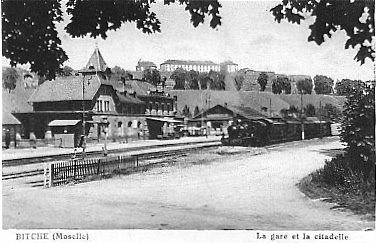
Bahnhof von Bitsch in der Zeit zwischen den Weltkriegen, im Hintergrund die Festung

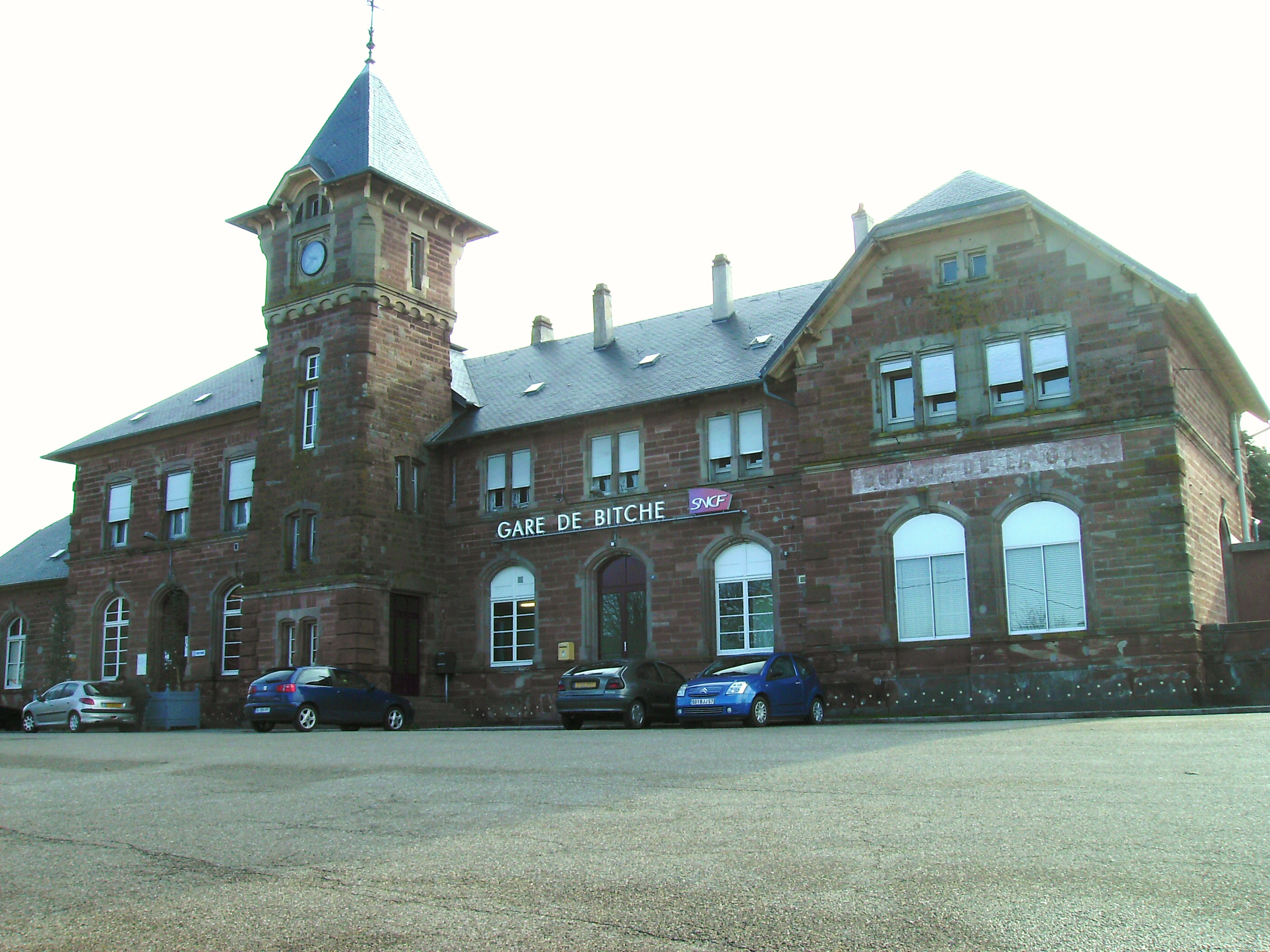
Bahnhof von Bitche (2010)

Das Bitscher Land wird in west-östlicher Richtung von der D 620 und der D 662 gequert, der ehemaligen Route nationale 62, welche die Hauptverkehrsachsen darstellen. Südlich von Bitsch vereinigt sich die D 620 mit der D 662, die in Richtung Niederbronn weiterführt. Die D 35a stellt beim Grenzübergang Schweyen den Anschluss an die deutsche Bundesstraße 424 her.
1869 wurde die Bahnstrecke Haguenau–Falck-Hargarten eröffnet, die das Bitscher Land von Ost nach West durchquert. Es gibt derzeit (Stand 2015) allerdings keine Zugverbindung mehr im Abschnitt Niederbronn–Sarreguemines. Im äußersten Südwesten wird der Kanton Rohrbach von der Regional-Express-Verbindung Saarbrücken–Sarreguemines–Strasbourg–Offenburg berührt. In Kalhausen befindet sich ein Haltepunkt dieser Strecke mit Umsteigemöglichkeit in Richtung Sarre-Union.

## Kultur und Sehenswürdigkeiten

### Sehenswürdigkeiten

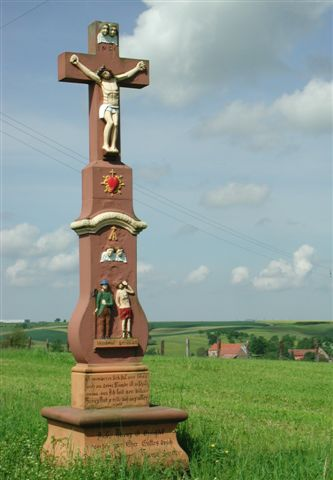
Wegkreuz bei Rolbing

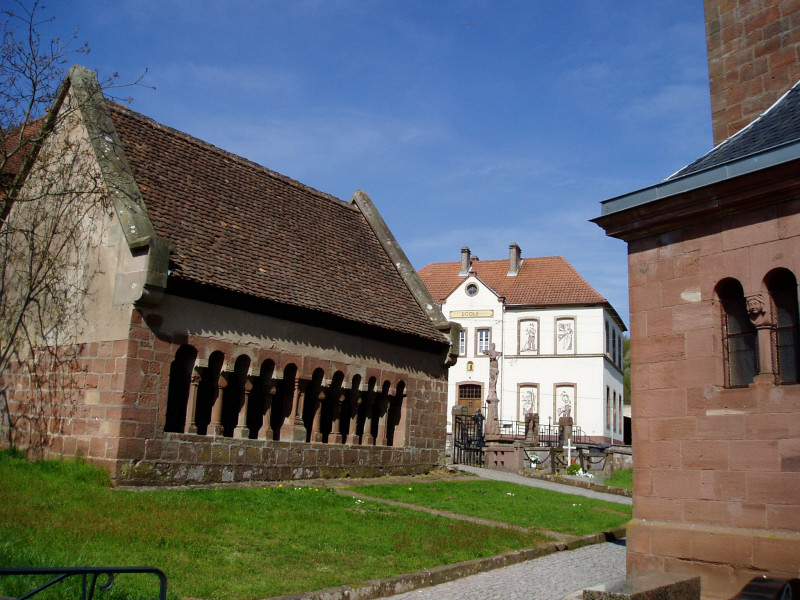
Beinhaus von Schorbach

Prägend für das Bitscher Land sind die typischen Wegkreuze, die einem auf Schritt und Tritt begegnen. Hauptsehenswürdigkeit ist jedoch die Zitadelle von Bitsch, die mit einer multimedialen Führung besucht werden kann. Von dort führt der Garten des Friedens in die Stadt, der im Rahmen des Projekts Gärten ohne Grenzen gestaltet wurde. In der Gegend sind noch viele Zeugnisse der Maginot-Linie anzutreffen. Die Ruinen der Burg Lemberg künden von der ehemaligen Bedeutung dieses ersten Bitscher Grafensitzes. Von der Abtei in Sturzelbronn ist nur noch wenig vorhanden, eher sind noch die romanischen Bauwerke in Schorbach von Bedeutung, vor allem das Beinhaus ist ein vielbesuchtes Ziel.
An der Straße zwischen Mouterhouse (Moselle) und Wingen-sur-Moder (Bas-Rhin) findet man den Zwölfapostelstein, einen vorgeschichtlichen Menhir, der seit dem Mittelalter eine Grenzmarke zwischen dem Elsass und Lothringen bildet.
In Soucht erinnert das Holzschuhmachermuseum an dieses ausgestorbene Handwerk. In der Töpferei Hérisson in Philippsbourg wird die Töpfereitechnik demonstriert. In Petit-Réderching kann die einzige Kerzenfabrik des Départements angesehen werden.
Meisenthal, ein ehemaliges Zentrum der französischen Glasindustrie, besitzt ein Glasmuseum sowie ein Internationales Zentrum für Glaskunst.

### Kultur
Das Volmunster-Platt-Theater versucht, den überlieferten fränkischen Dialekt zu bewahren, der in den letzten 150 Jahren in hohem Maße durch das Französische verdrängt wurde. Versuche mit zweisprachigen Kindergärten und Schulen, wie sie vor einiger Zeit von der Kulturpolitik ermöglicht wurden, sind bisher nur ganz vereinzelt zustande gekommen.

## Freizeit und Tourismus

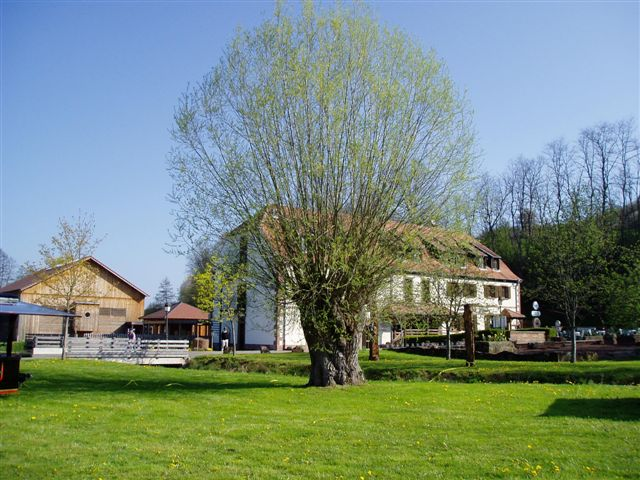
Die Museumsmühle von Eschviller zählt zu den Attraktionen im westlichen Pays de Bitche

Auch für den Tourismus steht die Zitadelle von Bitsch als erstes Ziel fest. Aber auch die Straße des Kristalls, die von den Glasmanufakturen des Bitscher Landes bis nach Baccarat führt, ist ein touristischer Magnet. In den Vogesenwäldern hat der Vogesenclub ein engmaschiges Wanderwegenetz markiert. Hier finden sich auch Seen und Campingplätze. Jedoch liegt zwischen Bitsch und Sturzelbronn auch der Truppenübungsplatz Bitsch, der zu Einschränkungen und Belästigungen führt. In der offenen Landschaft des Westens soll der Europäische Mühlenradweg, der entlang von Schwalb und Bickenalb verläuft, für etwas touristische Belebung sorgen. An ihm liegt unter anderem die Moulin d’Eschviller mit einem interessanten Mühlenmuseum.